# DFB-Ligapokal 1999
Der DFB-Ligapokal 1999 war die vierte Auflage des Wettbewerbs. Teilnehmer waren die ersten fünf Mannschaften der vergangenen Bundesligasaison und Werder Bremen als DFB-Pokalsieger. Der Meister FC Bayern München gewann durch ein 2:1 gegen Werder Bremen im dritten Finale in Folge auch seinen dritten Titel. Erfolgreichste Torschützen wurden Ulf Kirsten von Bayer 04 Leverkusen und Sören Seidel von Werder Bremen mit je zwei Toren.

## Turnierverlauf

### Vorrunde
| Datum                      |                     | Ergebnis  |                      | Ort                        |
| -------------------------- | ------------------- | --------- | -------------------- | -------------------------- |
| 10. Juli 1999 um 17:45 Uhr | Bayer 04 Leverkusen | 3:1 (2:1) | 1. FC Kaiserslautern | Ernst-Abbe-Sportfeld, Jena |
| 11. Juli 1999 um 18:15 Uhr | Hertha BSC          | 1:2 (0:0) | Borussia Dortmund    | Bremer Brücke, Osnabrück   |

### Halbfinale
| Datum                      |                   | Ergebnis  |                     | Ort                      |
| -------------------------- | ----------------- | --------- | ------------------- | ------------------------ |
| 13. Juli 1999 um 18:15 Uhr | Werder Bremen     | 2:1 (1:1) | Bayer 04 Leverkusen | Erzgebirgsstadion, Aue   |
| 14. Juli 1999 um 19:45 Uhr | FC Bayern München | 1:0 (0:0) | Borussia Dortmund   | Rosenaustadion, Augsburg |

### Finale
| Paarung           | FC Bayern München – Werder Bremen |
| Ergebnis          | 2:1 (2:0) |
| Datum             | 17. Juli 1999 um 17:45 Uhr |
| Stadion           | BayArena, Leverkusen |
| Zuschauer         | 13.000 |
| Schiedsrichter    | Hans-Jürgen Weber (Essen) |
| Tore              | 1:0 Sérgio (37.) 2:0 Michael Tarnat (43.) 2:1 Sören Seidel (56.) |
| FC Bayern München | Bernd Dreher – Thomas Linke, Patrik Andersson – Markus Babbel, Lothar Matthäus (79. David Jarolím), Michael Tarnat, Mehmet Scholl, Thorsten Fink – Alexander Zickler, (77. Hasan Salihamidžić), Carsten Jancker, Paulo Sérgio Cheftrainer: Ottmar Hitzfeld |
| Werder Bremen     | Frank Rost – Dirk Flock, Sven Benken, Frank Baumann, Andree Wiedener – Dieter Eilts (60. Rade Bogdanović), Raphael Wicky, Torsten Frings (60. Christoph Dabrowski), Jurij Maximow – Sören Seidel, Aílton (75. Adrian Kunz) Cheftrainer: Thomas Schaaf      |
| Gelbe Karten      | Thomas Linke, Hasan Salihamidžić – Raphael Wicky |

## Torschützen
| Rang            | Spieler             | Verein               | Tore |
| --------------- | ------------------- | -------------------- | ---- |
| 1               | Ulf Kirsten         | Bayer 04 Leverkusen  | 2    |
| 1               | Sören Seidel        | Werder Bremen        | 2    |
| 3               | Fredi Bobic         | Borussia Dortmund    | 1    |
| 3               | Marco Bode          | Werder Bremen        | 1    |
| 3               | Thomas Brdarić      | Bayer 04 Leverkusen  | 1    |
| 3               | Paulo Sérgio        | FC Bayern München    | 1    |
| 3               | Jörgen Pettersson   | 1. FC Kaiserslautern | 1    |
| 3               | Bernd Schneider     | Bayer 04 Leverkusen  | 1    |
| 3               | Eyjólfur Sverrisson | Hertha BSC           | 1    |
| 3               | Michael Tarnat      | FC Bayern München    | 1    |
|                 | Hendrik Herzog      | Hertha BSC           | ET   |
| Christian Wörns | Borussia Dortmund   |                      | ET   |